# Cygnus (Raumtransporter)

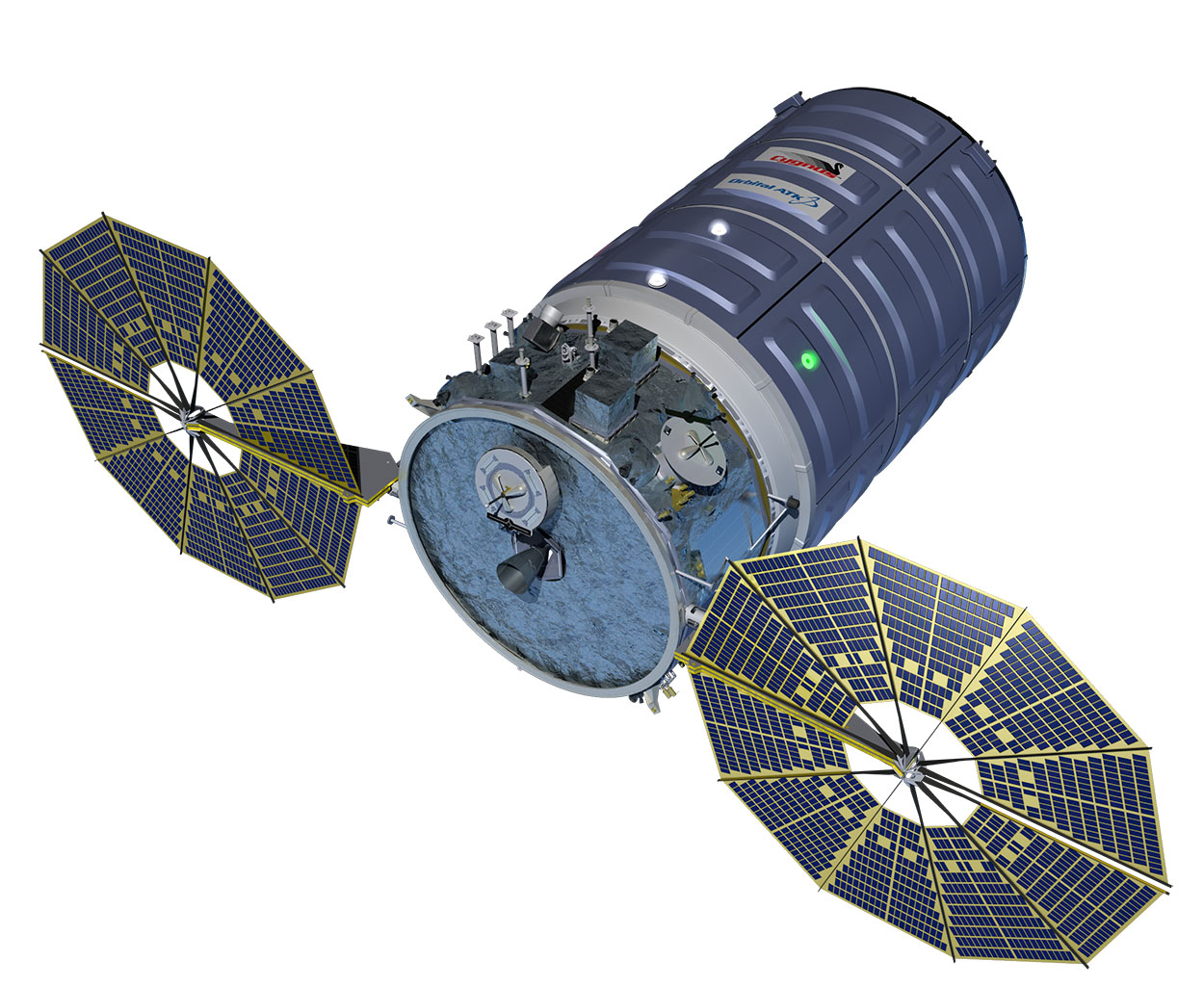
Der vergrößerte Cygnus-Raumtransporter, ab Orb-4

Cygnus ist ein unbemanntes, nicht wiederverwendbares Versorgungsraumschiff, welches von der Firma Orbital Sciences (OSC, heute Teil von Northrop Grumman Space Systems) im Rahmen des COTS-Projekts der NASA entwickelt wurde. Im Wechsel mit den Dragon-Raumschiffen von SpaceX versorgt es im Auftrag der NASA die Internationale Raumstation (ISS) mit Frachtgütern. Die NASA erreichte damit einige Jahre nach Einstellung der Space-Shuttle-Flüge wieder Unabhängigkeit von den Versorgungsschiffen ihrer internationalen Partner.
Cygnus ist das lateinische Wort für Schwan und für das gleichnamige Sternbild.

## Entwicklung
Anfang 2006 startete die NASA das Commercial-Orbital-Transportation-Services-Programm (COTS), um den Transport von Ausrüstungen, Gütern und Besatzungen zur Internationalen Raumstation mit Hilfe von privatwirtschaftlichen Unternehmen zu organisieren. Für die privat organisierte Entwicklung von Raumfahrzeugen wurden hohe finanzielle Zuschüsse sowie lukrative Transportverträge in Aussicht gestellt. Nach der Insolvenz des ursprünglichen Favoriten Rocketplane Kistler und dem damit verbundenen Scheitern des Versorgungssystems Kistler K-1 wählte die NASA im Februar 2008 als Ersatz das Cygnus-Projekt aus. Die Orbital Sciences Corporation erhielt für ihren Entwurf ein Preisgeld von 70 Millionen Dollar und einen Vertrag über die Lieferung von annähernd zwanzig Tonnen Versorgungsgüter zur ISS. Dafür war der Einsatz von acht Raumtransportern vorgesehen. Der Vertrag sah für die Entwicklung und den Einsatz der Transporter eine Zahlung von 1,9 Milliarden Dollar vor.
Im Gegensatz zu einigen Mitbewerbern war die Orbital Sciences Corporation bereits damals ein etabliertes Unternehmen, das im Rahmen von kommerziellen und militärischen Verträgen bereits mehrere Satelliten und Trägerraketen entwickelt und erfolgreich eingesetzt hatte. Für eine beschleunigte und kostengünstige Entwicklung des Cygnus-Raumtransporters sollte bereits erprobte Technik genutzt werden. Der Flug einer Attrappe an Bord einer ebenfalls von der Orbital Sciences Corporation entwickelten Rakete Antares (vormals Taurus II) war ursprünglich für Ende 2010 geplant, fand dann aber nach mehreren Verzögerungen im April 2013 statt. Der erste Demonstrationsflug Cygnus 1 startete am 18. September 2013 ins All und koppelte am 29. September 2013 an der ISS an. Cygnus 2 dockte am 12. Januar 2014 mit 1260 kg Material – insbesondere für Forschungszwecke, darunter auch Ameisen – an der ISS an. Am 28. Oktober 2014 explodierte eine Antares-130-Trägerrakete mit Cygnus Orb-3 einige Sekunden nach dem Start zur Internationalen Raumstation (ISS) vom Mid-Atlantic Regional Spaceport in Virginia. Unfallursache war eine explodierende Turbopumpe für Flüssigsauerstoff in einem der beiden AJ26-Triebwerke.
Die Entwicklung einer bemannten Version wurde 2009 von Orbital Sciences in Betracht gezogen.

## Aufbau und Flug
Der Raumtransporter Cygnus ist ähnlich wie die meisten anderen Raumtransporter in die zwei wesentlichen Baugruppen Servicemodul und Frachtmodul gegliedert. Das Servicemodul basiert auf der ebenfalls von der Orbital Science Corporation entwickelten Satellitenplattform STAR sowie aus Komponenten der Dawn-Raumsonde. Die Masse des Servicemoduls beträgt 1,8 Tonnen. Der Antrieb erfolgt mit den hypergolen Treibstoffen Hydrazin und Distickstofftetroxid. Die beiden Solargeneratoren des Servicemoduls liefern 3,5 Kilowatt elektrische Leistung.

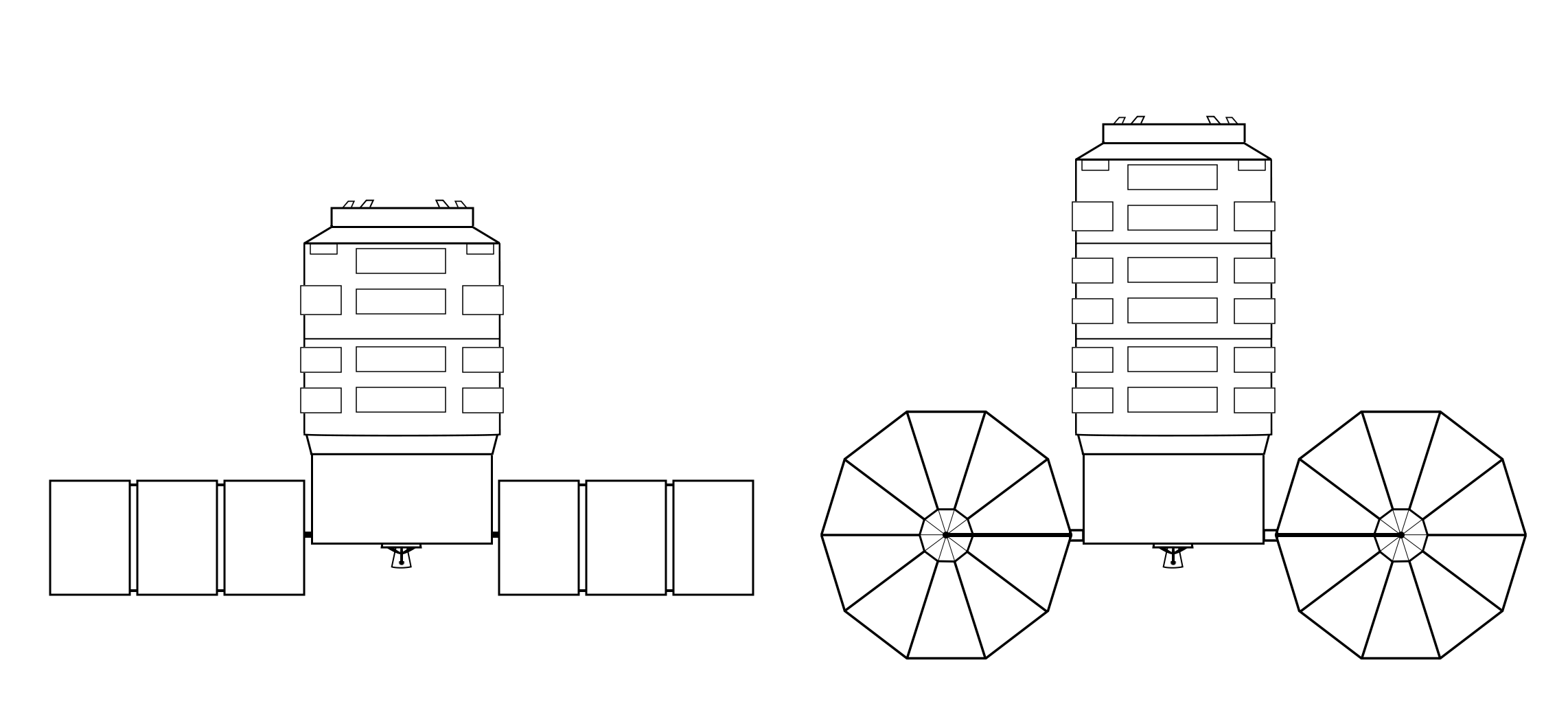
Standard- (links) und erweiterte Version (rechts) des Cygnus-Raumtransporters im maßstäblichen Vergleich

Das druckbeaufschlagte Frachtmodul basiert auf dem in Italien entwickelten Multi-Purpose Logistics Module. Die erste Version des Raumschiffs konnte eine maximale Zuladung von 2 Tonnen Fracht in einem 18,7 m³ großen Innenraum transportieren. Durch die Verwendung des großen Common Berthing Mechanism wird der Transport von kompletten International Standard Payload Racks ermöglicht. Die zweite Version (im Einsatz von Ende 2015 bis 2019) hatte einen Innenraum von 27 m³ und erlaubte eine Zuladung von ca. 3,5 Tonnen Fracht.
Die Cygnus-Raumtransporter starten auf der von OSC gemeinsam mit der ukrainischen KB Juschnoje entwickelten Antares-Rakete in die Umlaufbahn. Der Raumtransporter wird mit Hilfe des stationseigenen Roboterarms Canadarm2 in der Nähe der ISS eingefangen und an einem Common Berthing Mechanism am amerikanischen Teil der ISS angedockt. Dieses Andockmanöver wird auch vom japanischen HTV und dem Transporter Dragon der Firma SpaceX durchgeführt, die letzte Annäherungssteuerung wird von der ISS aus unternommen.
Nach dem Entladen der Fracht wird der Transporter mit Müll, Exkrementen und nicht mehr benötigten Gegenständen beladen. Genau wie der russische Raumtransporter Progress, das japanische HTV und der ehemalige europäische Transporter ATV verglüht der Transporter dann bei seinem Wiedereintritt in die Atmosphäre über dem Pazifik.
Seit der Mission NG-11 (April 2019) kann der Cygnus-Frachter nach dem Abdocken einige Monate lang im Orbit verbleiben und damit als eigenständige Plattform für Experimente dienen, auch ohne Flug zur ISS. Dadurch waren mit dem Start der Nachfolgemission NG-12 erstmals zwei Cygnus-Transporter gleichzeitig im All.
| Raumschiff                  | Progress                    | Space Shuttle mit MPLM                                                 | ATV                         | HTV HTV-X                                     | Dragon 1 Dragon 2                             | Cygnus                                     | Tianzhou                                                                                                  | Dream Chaser  |
| --------------------------- | --------------------------- | ---------------------------------------------------------------------- | --------------------------- | --------------------------------------------- | --------------------------------------------- | ------------------------------------------ | --- | ------------- |
| Startkapazität              | 2,2–2,4 t                   | 9 t                                                                    | 7,7 t                       | 6,0 t 5,8 t                                   | 6,0 t                                         | 2,0 t (2013) 3,5 t (2015) 3,75 t (2019)    | 6,5 t (2017) 6,8 t (2021) 7,4 t (2023)                                                                    | 5,5 t         |
| Landekapazität              | 150 kg (mit VBK-Raduga)     | 9 t                                                                    | –                           | 20 kg (ab HTV-7)                              | 3,0 t                                         | –                                          | – | 1,75 t        |
| Besondere Fähigkeiten       | Reboost, Treibstofftransfer | Transport von ISPR, Transport von Außenlasten, Stationsaufbau, Reboost | Reboost, Treibstofftransfer | Transport von ISPR, Transport von Außenlasten | Transport von ISPR, Transport von Außenlasten | Transport von ISPR, Aussetzen von Cubesats | Treibstofftransfer, Stromversorgung der Raumstation, fest installierte Nutzlasten, Aussetzen von Cubesats |               |
| Träger                      | Sojus                       | STS                                                                    | Ariane 5                    | H-IIB H3                                      | Falcon 9                                      | Antares / Atlas V / Falcon 9               | Langer Marsch 7                                                                                           | Vulcan        |
| Startkosten (grobe Angaben) | 65 Mio. USD                 | 450 Mio. USD                                                           | 600 Mio. USD                | HTV: 300–320 Mio. USD                         | 150/230 Mio. USD (Dragon 1/2)                 | 260/220 Mio. USD (Cygnus 2/3)              | 570 Mio. Yuan                                                                                             |               |
| Hersteller                  | RKK Energija                | Alenia Spazio (MPLM)                                                   | Airbus Defence and Space    | Mitsubishi Electric                           | SpaceX                                        | Orbital Sciences                           | CAST | Sierra Nevada |
| Einsatzzeitraum             | seit 1978                   | 2001–2011                                                              | 2008–2015                   | 2009–2020 ab 2025                             | 2012–2020 seit 2020                           | seit 2014                                  | seit 2017                                                                                                 | ab 2025       |

kursiv = geplant

## Missionen
Das Frachtmodul wurde immer nach einer verstorbenen NASA-Persönlichkeit (meist Astronauten) benannt.
Statt dem An- und Abdocken ist teilweise der Zeitpunkt des Einfangens und Loslassens des Raumschiffs durch den Roboterarm der ISS angegeben. Es ergeben sich Abweichungen von einigen Stunden.
Stand der Liste: 1. April 2025; alle Uhrzeiten in UTC.
| Nr.     | Mission                     | Trägerrakete  | Startdatum               | Andocken ISS               | Abdocken ISS              | Wiedereintritt         | Anmerkungen                                                                        |
| ------- | --------------------------- | ------------- | ------------------------ | -------------------------- | ------------------------- | ---------------------- | ---------------------------------------------------------------------------------- |
| 1       | Orb-D1 G. David Low         | Antares-110   | 18. September 2013 14:58 | 29. September 2013 12:44   | 22. Oktober 2013 11:31    | 24. Oktober 2013 18:15 | erfolgreich verglüht bei Wiedereintritt Testmission                                |
| 2       | Orb-1 C. Gordon Fullerton   | Antares-120   | 9. Januar 2014 18:07     | 12. Januar 2014 13:05      | 18. Februar 2014 11:41    | 19. Februar 2014       | erste kommerzielle Mission                                                         |
| 3       | Orb-2 Janice E. Voss        | Antares-120   | 13. Juli 2014 16:52      | 16. Juli 2014 12:53        | 15. August 2014 06:40 EDT | 17. August 2014        |                                                                                    |
| 4       | Orb-3 Deke Slayton          | Antares-130   | 28. Oktober 2014 22:22   | –                          | –                         | –                      | Fehlschlag: Trägerrakete kurz nach Start explodiert                                |
| 5       | OA-4 Deke Slayton II        | Atlas V (401) | 6. Dezember 2015 21:45   | 9. Dezember 2015 11:19     | 19. Februar 2016 12:26    | 20. Februar 2016 16:00 | erste Mission des vergrößerten Cygnus-Transporters                                 |
| 6       | OA-6 Rick Husband           | Atlas V (401) | 23. März 2016 03:05      | 26. März 2016 10:51        | 14. Juni 2016 13:30       | 22. Juni 2016 13:05    |                                                                                    |
| 7       | OA-5 Alan Poindexter        | Antares-230   | 17. Oktober 2016 23:45   | 23. Oktober 2016 14:53     | 21. November 2016 11:23   | 27. November 2016      |                                                                                    |
| 8       | OA-7 John Glenn             | Atlas V (401) | 18. April 2017 15:11     | 22. April 2017 12:39       | 4. Juni 2017 13:10        | 11. Juni 2017 17:08    |                                                                                    |
| 9       | OA-8 Gene Cernan            | Antares-230   | 12. November 2017 12:19  | 14. November 2017 10:04    | 5. Dezember 2017 17:52    | 18. Dezember 2017      |                                                                                    |
| 10      | OA-9 J.R. Thompson          | Antares-230   | 21. Mai 2018 08:44       | 24. Mai 2018 09:26         | 15. Juli 2018 12:37       | 30. Juli 2018 21:17    |                                                                                    |
| 11      | NG-10 John Young            | Antares-230   | 17. November 2018 09:01  | 19. November 2018 10:28    | 8. Februar 2019           | 25. Februar 2019       |                                                                                    |
| 12      | NG-11 Roger Chaffee         | Antares-230   | 17. April 2019 20:46     | 19. April 2019 09:28       | 6. August 2019 16:15      | 6. Dezember 2019       | blieb nach Abdocken vier Monate im Orbit                                           |
| 13      | NG-12 Alan Bean             | Antares-230+  | 2. November 2019 13:59   | 4. November 2019 11:21     | 31. Januar 2020           | 17. März 2020          | erste Mission des erneut vergrößerten Cygnus-Transporters; erster Flug unter CRS-2 |
| 14      | NG-13 Robert H. Lawrence    | Antares-230+  | 15. Februar 2020 20:21   | 18. Februar 2020 11:16     | 11. Mai 2020 16:09        | 29. Mai 2020           |                                                                                    |
| 15      | NG-14 Kalpana Chawla        | Antares-230+  | 3. Oktober 2020 01:16    | 5. Oktober 2020 09:32      | 6. Januar 2021 15:11      | 26. Januar 2021 20:23  |                                                                                    |
| 16      | NG-15 Katherine Johnson     | Antares-230+  | 20. Februar 2021 17:36   | 22. Februar 2021 ca. 12:20 | 29. Juni 2021 16:32       | ca. 2. Juli 2021       |                                                                                    |
| 17      | NG-16 Ellison Onizuka       | Antares-230+  | 10. August 2021 22:01    | 12. August 2021 13:42      | 20. November 2021 17:03   | 15. Dezember 2021      |                                                                                    |
| 18      | NG-17 Piers Sellers         | Antares-230+  | 19. Februar 2022 17:40   | 21. Februar 2022 12:02     | 28. Juni 2022 11:05       |                        |                                                                                    |
| 19      | NG-18 Sally Ride            | Antares-230+  | 7. November 2022 10:23   | 9. November 2022 10:20     | 21. April 2023 11:22      |                        | Eines der Solarmodule entfaltete sich nicht.                                       |
| 20      | NG-19 Laurel Clark          | Antares-230+  | 2. August 2023 00:31     | 4. August 2023 12:28       | 22. Dezember 2023 10:00   | 9. Januar 2024 18:22   |                                                                                    |
| 21      | NG-20 Patricia Robertson    | Falcon 9      | 30. Januar 2024 17:07    | 1. Februar 2024 09:55      | 12. Juli 2024 11:01       |                        |                                                                                    |
| 22      | NG-21 Richard „Dick“ Scobee | Falcon 9      | 4. August 2024 15:02     | 6. August 2024 07:11       | 28. März 2025             | 30. März 2025          | Ein Triebwerksproblem nach dem Start verzögerte die Ankunft an der ISS.            |
| Geplant |                             |               |                          |                            |                           |                        |                                                                                    |
| 23      | NG-23                       |               | frühstens Herbst 2025    |                            |                           |                        | Die Mission NG-22 entfällt wegen eines Transportschadens an der Cygnus-Kapsel.     |
| 24      | NG-24                       |               |                          |                            |                           |                        |                                                                                    |
| 25      | NG-25                       |               |                          |                            |                           |                        |                                                                                    |